# Nihil
Nihil là album phòng thu thứ tám của ban nhạc industrial rock KMFDM, phát hành ngày 4 tháng 4 năm 1995 qua Wax Trax!/TVT. Nihil được thu âm năm 1994 tại Seattle, Washington, với sự trở lại của cựu thành viên Raymond Watts và sự góp mặt lần đầu của tay trống Bill Rieflin. Album này chủ yếu được sáng tác bởi trưởng nhóm Sascha Konietzko, người đã nhấn mạnh vào thứ âm thanh ít phụ thuộc vào guitar hơn. Đĩa đơn đầu tiên, "Juke Joint Jezebel", là ca khúc được biết đến nhiều nhất của ban nhạc, với nhiều triệu bản được tiêu thụ qua nhiều lần phát hành. Nihil được các nhà phê bình khen ngợi, và là một trong những đĩa nhạc thành công nhất của nhóm.

## Bối cảnh
Cuối năm 1993, Sascha Konietzko và En Esch đều rời Chicago, lần lượt chuyển tới Seattle và New Orleans. Tay lead guitar Günter Schulz rời nước, chuyển đến Kelowna, British Columbia. Đầu năm 1994, Konietzko bắt đầu làm việc với chất liệu âm nhạc mới, và Schulz đến Seattle để bắt đầu thêm tiếng guitar vào các track. Cuối năm đó, nhóm nhạc tập hợp tại Los Angeles để luyện tập cho tour diễn Angstfest để quảng bá cho album Angst, diễn ra vào tháng 4 và tháng 5. Konietzko, Schulz, Esch, và tay guitar Mark Durante đón nhận sự tham gia của một tay guitar khác, Mike Jensen, cho một buổi diễn có tận bốn guitar chơi cùng lúc. Konietzko và Schulz, cùng ca sĩ người Đức Dorona Alberti, trở lại Seattle để bắt đầu thu âm giọng hát cho Nihil. Konietzko sau đó nói rằng đã không vừa lòng với lần thu âm này, giải thích rằng không có gì chịu tương tác với nhau cả, và chỉ có hai ca khúc, "Trust" và "Brute", đã hoàn toàn làm anh hài lòng.
Cựu thành viên Raymond Watts, người từng góp mặt lần cuối trong vai trò hát, programming, và sản xuất Don't Blow Your Top (1988) trước khi thành lập ban nhạc Pig, gọi Konietzko và nói rằng anh muốn thực hiện một cuộc cộng tác âm nhạc nho nhỏ. Konietzko đồng ý, và Watts bay tới Seattle, nơi bộ đôi, cùng Schulz, làm một EP tiêu đề Sin Sex & Salvation. Konietzko nói về việc cả ba cùng làm việc cùng nhau, "Đó một hơi thở tươi mới mà tôi đang hy vọng và chờ đợi. Dự án ngắn này đưa tâm trí tôi ra khỏi những vấn đề với album của KMFDM và cho tôi một sự thay đổi đáng hoang nghênh về quan điểm." Watts ở lại cùng ban nhạc để làm Nihil, góp mặt trong đội hình cốt lõi với Konietzko, Schulz, và Esch, cùng vài đóng góp của khách mời Durante và tay trống Bill Rieflin.

## Danh sách ca khúc
| STT              | Nhan đề                                                             | Sáng tác                                                                             | Thời lượng |
| ---------------- | ------------------------------------------------------------------- | ------------------------------------------------------------------------------------ | ---------- |
| 1.               | "Ultra"                                                             | Mark Durante, En Esch, Sascha Konietzko, Günter Schulz, Chris Shepard, Raymond Watts | 4:34       |
| 2.               | "Juke Joint Jezebel"                                                | Esch, Konietzko, Schulz, Watts                                                       | 5:40       |
| 3.               | "Flesh"                                                             | Esch, Konietzko, Schulz, Watts                                                       | 5:02       |
| 4.               | "Beast"                                                             | Konietzko, Schulz                                                                    | 5:06       |
| 5.               | "Terror"                                                            | Durante, Esch, Konietzko, Schulz, Shepard, Watts                                     | 4:50       |
| 6.               | "Search & Destroy"                                                  | Esch, Konietzko, Schulz                                                              | 3:26       |
| 7.               | "Disobedience"                                                      | Durante, Esch, Konietzko, Schulz, Shepard, Watts                                     | 4:43       |
| 8.               | "Revolution"                                                        | Esch, Konietzko, Schulz                                                              | 4:27       |
| 9.               | "Brute"                                                             | Esch, Konietzko, Schulz, Watts                                                       | 4:25       |
| 10.              | "Trust"                                                             | Konietzko, Schulz                                                                    | 3:43       |
| 11.              | "Nihil" (hidden at the end of "Trust" on the Wax Trax!/TVT release) | Konietzko                                                                            | 2:04       |
| Tổng thời lượng: | Tổng thời lượng:                                                    | Tổng thời lượng:                                                                     | 48:00      |

## Thành phầm tham gia
Tài liệu từ booklet phát hành 1995 (trừ khi có ghi chú).

### KMFDM
- Sascha Konietzko – bộ tổng hợp, hát (1–7, 9–10), bass (6), trống (10), sản xuất, phối khí
- Günter Schulz – guitar, hát (2, 6), bass (5), tiền sản xuất
- En Esch – hát (1–3, 5–8), guitar (1, 3, 6), trống (6, 9), hi hat (2), chũm chọe (3), hát nền (3, 5), harmonica (5)
- Raymond Watts – hát (1–3, 5, 7, 9), bass (5), drum programming (5)
- Mark Durante – guitar thép (1, 7), guitar (5, 7, 9)

#### Nhạc công khác
- Dorona Alberti – hát (4, 8, 10)
- Jim Christiansen – trombone (7)
- Jennifer Ginsberg – hát (2)
- Jeff Olson – trumpet (7)
- Bill Rieflin – trống (1, 3, 7)
- Fritz Whitney – bari sax (7)

### Sản xuất
- Chris Shepard – kỹ thuật, sản xuất, phối khí
- Sam Hofstedt – trợ lý kỹ thuật
- David Collins – master
- Francesca Sundsten – bìa đĩa
- Chris Z – type (1995)
- Justin Gammon – layout (2007)[3]